# Грунгнир
Грунгнир — в германо-скандинавской мифологии великан, князь Ётунхейма, владел Каменными Горами. Как и другие жители Каменных Гор имел каменную голову и сердце. Считался сильнейшим из ётунов своего времени.

## Мифы с Грунгиром

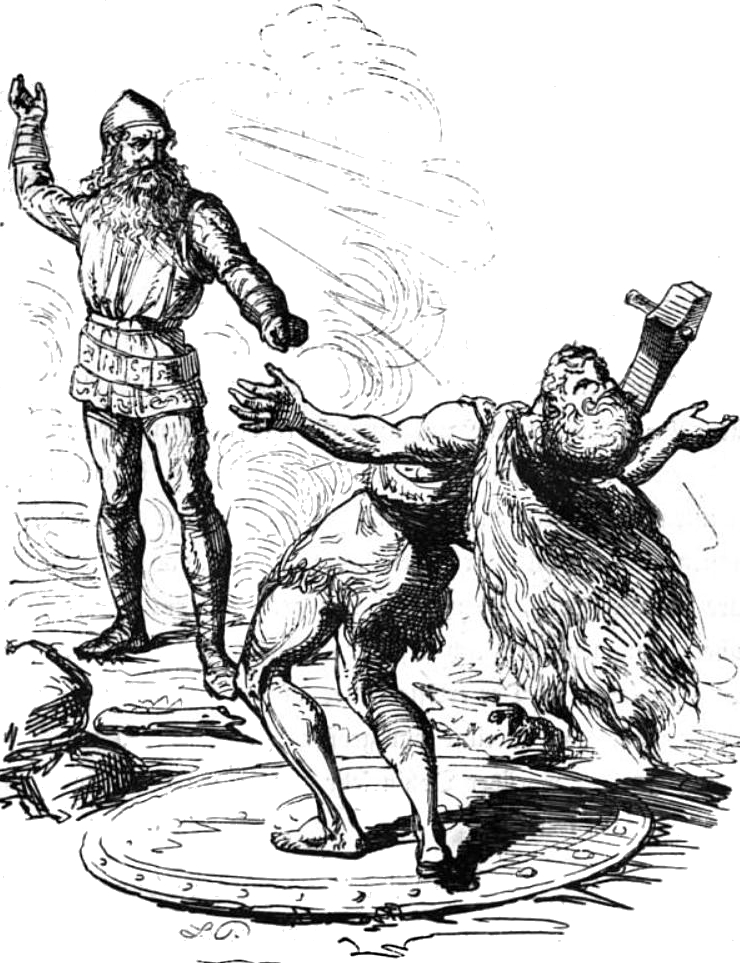
Поединок Тора и Грунгнира

По легендам встретил Одина, прогуливающегося на своем коне — Слейпнире, и поспорил с ним, что обгонит восьминогого коня на своем четвероногом (Гульфакси). Конь Грунгнира почти не отстал от Слейпнира, и когда скачка завершилась у ворот Асгарда, Один пригласил ётуна разделить с асами трапезу. Несмотря на своё могучее сложение, великан быстро охмелел и начал хвастаться. Когда он пообещал разрушить Асгард и стать правителем вместо асов, те призвали на помощь Тора. Так как Грунгнир был безоружен — он вызвал Тора на поединок, который состоялся через три дня. Готовясь к поединку, великаны изготовили Грунгниру щит, который должен был защитить от молота Тора. (В легенде о щите говорится следующее: Триста великанов немедленно принялись за работу, и к утру третьего дня такой щит был уже готов. Он был сделан из самых толстых дубовых стволов, а сверху облицован обточенными гранитными глыбами величиной в два хороших крестьянских дома каждая.) Кроме того великаны слепили из глины исполина Мёккуркальви в помощь Грунгниру. Отвлеченный Тьяльфи, слугой Тора, Грунгнир пропустил появление аса. Завидев врага, Тор издали метнул в него молот, но и великан почти одновременно успел бросить в бога грома своё оружие. Кремнёвая дубина Грунгнира столкнулась в воздухе с Мьёллниром и разбилась вдребезги. Один из осколков вонзился в лоб Тора. Потеряв сознание, бог грома пошатнулся и упал с колесницы прямо под ноги великана. Но Грунгнир не успел даже порадоваться своей победе: разбив дубину великана, Мьёллнир с такой силой обрушился на гранитную голову властелина Каменных Гор, что расколол её пополам, и великан тяжело рухнул на тело своего врага, придавив коленом его горло. Тем временем верный слуга Тора с мечом в руке бросился на Мёккуркальви. Их схватка продолжалась также недолго. Глиняный исполин, едва увидел бога грома, задрожал как осиновый лист и после нескольких ударов рассыпался на куски. Тиальфи, увидев случившееся с Тором, вскочил в колесницу аса, привёз из Асгарда Одина и всех остальных. Но асы не смогли даже приподнять ногу великана. Только пришедший на место битвы Магни (сын Тора от великанши Ярнсаксы, который вырос за три дня) смог освободить Тора.